# 帕斯季爾基
48°49′42″N 22°30′3″E / 48.82833°N 22.50083°E
帕斯季爾基（烏克蘭語：Пастілки）是烏克蘭西部的村莊，隸屬外喀爾巴阡州的烏日霍羅德區。該村面積10.85平方公里，2001年人口295，人口密度每平方公里27.19人。